# رينوس فان بيك
رينوس فان بيك (بالهولندية: Rinus van Beek)‏ (مواليد 18 يوليو 1947) هو سبّاح هولندي، مثّل بلاده في الألعاب الأولمبية الصيفية 1968.

## روابط خارجية
رينوس فان بيك على موقع أوليمبيديا (الإنجليزية)